# Filmfestival van Carthago
Het Filmfestival van Carthago (أيام قرطاج السينمائية; Journées cinématographiques de Carthage) is een filmfestival dat sinds 1966 wordt georganiseerd in Tunis (Tunesië). De belangrijkste prijs die wordt uitgereikt, is de Gouden Tanit, vernoemd naar de Carthaagse godin Tanit.

## Geschiedenis
In 1966 werd het festival voor de eerste maal georganiseerd door de toenmalige minister van cultuur Chedli Klibi, naar idee van de Tunesische regisseur en filmcriticus Tahar Cheriaa. Het evenement had als doel de promotie van de Arabische en Afrikaanse film. Van 1966 tot en met 2014 was het een tweejaarlijks festival, sindsdien vindt het jaarlijks plaats.

## Winnaars van de Gouden Tanit
| Jaar | Film                                                   | Regisseur            | Land                      |
| ---- | ------------------------------------------------------ | -------------------- | ------------------------- |
| 1966 | La Noire de...                                         | Ousmane Sembène      | Senegal                   |
| 1968 | niet toegekend                                         |                      |                           |
| 1970 | Al-ikhtiyar                                            | Youssef Chahine      | Egypte                    |
| 1972 | Al-makhdu'un                                           | Tewfik Saleh         | Syrië                     |
| 1972 | Sambizanga                                             | Sarah Maldoror       | Congo-Brazzaville         |
| 1974 | Les 'bicots-Nègres' vos voisins                        | Med Hondo            | Mauritanië                |
| 1974 | Kafr kasem                                             | Borhane Alaouié      | Libanon/ Syrië            |
| 1976 | As-Sufara                                              | Naceur Ktari         | Tunesië/ Libië/ Frankrijk |
| 1972 | Mughamarat batal                                       | Merzak Allouache     | Algerije                  |
| 1980 | Aziza                                                  | Abdellatif Ben Ammar | Tunesië                   |
| 1982 | Finyè                                                  | Souleymane Cissé     | Mali                      |
| 1984 | Ahlam el Madina                                        | Mohamed Malas        | Syrië                     |
| 1986 | Rih essedd                                             | Nouri Bouzid         | Tunesië                   |
| 1988 | Urs al-jalil                                           | Michel Khleifi       | Palestina                 |
| 1990 | Asfour Stah                                            | Férid Boughedir      | Tunesië                   |
| 1992 | Al-lail                                                | Mohammad Malas       | Syrië                     |
| 1994 | Samt el qusur                                          | Moufida Tlatli       | Tunesië                   |
| 1996 | Salut cousin!                                          | Merzak Allouache     | Algerije                  |
| 1998 | Vivre au paradis                                       | Bourlem Guerdjou     | Algerije                  |
| 2000 | Dôlè                                                   | Imunga Ivanga        | Gabon                     |
| 2002 | Ndeysaan                                               | Mansour Sora Wade    | Senegal                   |
| 2004 | Al malaika la tuhaliq fi al-dar albayda                | Mohamed Asli         | Marokko                   |
| 2006 | Making Of                                              | Nouri Bouzid         | Tunesië                   |
| 2008 | Teza                                                   | Hailé Gerima         | Ethiopië                  |
| 2010 | Microphone                                             | Ahmad Abdalla        | Egypte                    |
| 2012 | La Pirogue                                             | Moussa Touré         | Senegal                   |
| 2014 | Omar                                                   | Hany Abu-Assad       | Palestina                 |
| 2015 | L'Orchestre des aveugles                               | Mohamed Mouftakir    | Mauritanië                |
| 2016 | Zaineb takrahou ethelj                                 | Kaouther Ben Hania   | Tunesië                   |
| 2017 | Comboio de Sal e Açúcar                                | Licínio Azevedo      | Mozambique                |
| 2018 | Fatwa                                                  | Mahmoud Ben Mahmoud  | Tunesië                   |
| 2019 | Noura Rêve                                             | Hinde Boujemaa       | Tunesië                   |
| 2020 | niet toegekend (omwille van coronapandemie)            |                      |                           |
| 2021 | Plumes                                                 | Omar El Zohairy      | Egypte                    |
| 2022 | Vuta N’Kuvute                                          | Amil Shivji          | Tanzania                  |
| 2023 | niet toegekend (omwille van Israëls oorlog tegen Gaza) |                      |                           |
| 2024 | Les Enfants Rouges                                     | Lotfi Achour         | Tunesië                   |